# Atka (Russland)
Atka (russisch А́тка) ist eine Siedlung städtischen Typs in der Oblast Magadan (Russland) mit 20 Einwohnern (Stand 1. Oktober 2021).

## Geographie
Der Ort liegt etwa 150 km Luftlinie nordnordöstlich des Oblastverwaltungszentrums Magadan im Kolymagebirge am namensgebenden Flüsschen Atka im System des Kolyma-Nebenflusses Bachaptscha.
Atka gehört zum Rajon Chassynski und befindet sich knapp 100 km nordöstlich von dessen Verwaltungszentrum Palatka. Die Siedlung ist Sitz und einzige Ortschaft der Stadtgemeinde (gorodskoje posselenije) Possjolok Atka.

## Geschichte
Die Siedlung wurde Ende der 1930er-Jahre im Zusammenhang mit dem Bau der Kolymatrasse gegründet. Seit 1953 besitzt Atka den Status einer Siedlung städtischen Typs.
Seit den 1990er-Jahren wurde der Ort allmählich weitgehend verlassen. Mittlerweile (Stand 2021) hat er nur noch wenige Einwohner, insbesondere, nachdem 2020 beschlossen wurde, alle Bewohner in das Rajonverwaltungszentrum Palatka umzusiedeln.

### Bevölkerungsentwicklung
| Jahr | Einwohner |
| ---- | --------- |
| 1959 | 3022      |
| 1970 | 2105      |
| 1979 | 2689      |
| 1989 | 2648      |
| 2002 | 604       |
| 2010 | 485       |
| 2021 | 20        |

Anmerkung: Volkszählungsdaten

## Verkehr
Atka liegt an der Fernstraße R504 Kolyma, die Magadan mit Nischni Bestjach bei Jakutsk verbindet.